# Ministère du Commerce et de la Monnaie
Le ministère du Commerce et de la Monnaie (en italien : Ministero per gli scambi e le valute) était un ministère du royaume d'Italie, établi entre 1935 et 1944.

## Histoire
En 1935, le gouvernement Mussolini décide de faire face à l'imposition de sanctions économiques dues à la guerre en Éthiopie par une nouvelle politique d'autarcie, en réformant le système économique national, en particulier le commerce extérieur. Au départ, la surintendance du commerce a été créée au sein de la présidence du Conseil des ministres, sous la direction de l'économiste Felice Guarneri. 
La surintendance est chargée d'administrer les monnaies, de coordonner les importations et les exportations nationales. La structure est divisée en trois services : 
- la monnaie,
- le commerce
- les marchés publics.

Quelques mois après sa création, la surintendance a été intégrée au ministère des Corporations, en tant que sous-secrétariat d'État aux commerces et aux monnaies, intégrant une partie du personnel et des compétences de l'Institut des exportations. Le nouveau sous-secrétariat comprend trois directions générales: 
- affaires générales,
- commerces,
- monnaies -

et intègre également certaines compétences du ministère des Finances, telles que les droits de douane, les relations financières extérieures et le contentieux monétaire.
En 1936, le sous-secrétariat a également repris certains bureaux d'autres instituts économiques. À partir de l'année suivante, il est devenu un ministère distinct, devenant ainsi le premier et le seul ministère italien responsable de la seule politique monétaire. 

Le ministère comprenait quatre directions générales : 
- les affaires générales ;
- les devises ;
- les monnaies ;
- les services d'importation.

En octobre 1939, le ministère est dirigé par Raffaello Riccardi, qui est remplacé en 1941 par Salvatore Gatti pour quelques mois. La même année, le ministère a été réorganisé, avec cinq directions générales : 
- affaires douanières, affaires générales et personnel
- traités et accords commerciaux avec les pays étrangers
- devises
- services d'importation
- services d'exportation.

En 1943, Oreste Bonomi devient ministre avec de nouveaux pouvoirs (décret royal n°338 du 3 mai 1943). Le déménagement du gouvernement à Brindisi et l'absence de nomination d'un sous-secrétaire au commerce et à la monnaie ont conduit au transfert des responsabilités au sous-secrétaire aux finances. Le ministre Giovanni Acanfora est resté en fonction jusqu'au 24 février 1944, date à laquelle Guido Jung, ancien ministre des Finances, a été nommé ministre par intérim.
Sous la République sociale italienne, la question a été confiée à Domenico Pellegrini Giampietro, ministre des Finances, tandis que sous le deuxième gouvernement Badoglio, le ministère a été supprimé, attribuant au ministère des Finances les responsabilités en matière de change, de paiements extérieurs, de monnaie, de police des changes et de commerce de l'or, tandis que les responsabilités en matière de relations économiques avec l'étranger, de douanes et de supervision de l'Institut du commerce extérieur sont passées au ministère de l'Industrie, du Commerce et du Travail. Les attachés commerciaux ont été transférés au ministère des affaires étrangères.